# Katarzyna Jakieła
Katarzyna Jakieła (* 12. Dezember 1987 in Sanok) ist eine polnische Biathletin.
Katarzyna Jakieła ist Studentin und lebt in Iwonicz-Zdrój. Sie startet für AZS AWF Katowice und wird von Malwina Wojtas trainiert. 2001 begann sie mit dem Biathlonsport, seit 2004 gehört die dem polnischen Nationalkader an. Ihr internationales Debüt gab Jakieła 2004 im Rahmen des Biathlon-Europacups der Junioren, bei dem sie in Obertilliach 54. im Einzel und 61. des Sprints wurde. 2006 nahm sie in Presque Isle erstmals an Junioren-Weltmeisterschaften teil und lief auf die Plätze 29 im Einzel, 16 im Sprint, 22 in der Verfolgung und Elfte mit der Staffel. Ihre beiden Rennen in Martell im Jahr darauf beendete die Polin nicht. Letztmals nahm sie in Ruhpolding an Junioren-Weltmeisterschaften teil, wo sie 47. des Einzels, 48. des Sprints und 12. mit der Staffel wurde.
Seit 2008 startet Jakieła bei den Frauen im Leistungsbereich. Ihr erstes Rennen im Rahmen des IBU-Cups bestritt sie in Obertilliach und wurde bei diesem Einzel 52. Im folgenden Sprint gewann sie als 36. erste Punkte. Bestes Resultat ist bislang ein 19. Platz, erreicht bei einem Einzel in Osrblie. Erster Höhepunkt bei den Frauen wurde die Teilnahme an den Biathlon-Europameisterschaften 2009 in Ufa, wo sie 23. des Einzels, 29. des Sprints wie auch der Verfolgung und mit Karolina Pitoń, Katarzyna Leja und Magdalena Kępka als Schlussläuferin Staffelsiebte wurde.
In der Saison 2008/09 wurde Jakieła erstmals in den A-Kader Polens berufen, aus dem sie in der folgenden Saison wieder herausfiel, weil das polnische Nationalteam in Hinblick auf die Olympischen Winterspiele 2010 in Vancouver stark verkleinert wurde, um die stärksten Athleten besser fördern zu können. Zur Saison 2010/2011 rückte sie wieder in den A-Kader auf.